# تام وانسیتارت
تام وانسیتارت (انگلیسی: Tom Vansittart؛ زادهٔ ۲۳ ژانویهٔ ۱۹۵۰) بازیکن فوتبال اهل بریتانیا است.
از باشگاه‌هایی که در آن بازی کرده‌است می‌توان به باشگاه فوتبال ورکسام، باشگاه فوتبال کریستال پالاس، و باشگاه فوتبال ویمبلدون اشاره کرد.